# Arara (Israel)
Arara (àrab: عرعرة, ʿArʿara; hebreu: ערערה‎) és un consell local àrab israelià situat a Israel, en la regió de Wadi Ara del Districte de Haifa. Arara ha estat administrada per un consell local des de 1970. Arara es troba al sud d'Umm al-Fahm i al nord-oest de la Línia verda. El 2021, la població era de 25.823 habitants.